# Tłumaczka (film)
Tłumaczka (ang. The Interpreter) – amerykańsko-brytyjsko-francusko-niemiecki polityczny thriller z 2005 roku. Jest to ostatni film nakręcony przez Sydneya Pollacka.
Zdjęcia kręcono w Nowym Jorku, Jersey City oraz w Mozambiku.

## Obsada
- Nicole Kidman – Silvia Broome
- Sean Penn – Tobin Keller
- Catherine Keener – Dot Woods
- David Zayas – Charlie Russell
- Eric Keenleyside – Rory Robb